# سیارک ۲۱۵۸۳
سیارک ۲۱۵۸۳ (به انگلیسی: 21583 Caropietsch، نامگذاری:1998SQ108) بیست و یک هزار و پانصد و هشتاد و سومین سیارک کشف شده‌است که در ۲۶ سپتامبر ۱۹۹۸ کشف شد.
قدر مطلق سیارک برابر ۳۷.۱ است.